# Dmitrij Starodubcew
Dmitrij Andriejewicz Starodubcew (ros. Дмитрий Андреевич Стародубцев; ur. 3 stycznia 1986 w Czelabińsku) – rosyjski lekkoatleta, skoczek o tyczce.
Wyniki testów antydopingowych z igrzysk olimpijskich w Londynie wykazały obecność niedozwolonych substancji w krwi zawodnika. W 2017 został on zdyskwalifikowany na dwa lata (do lipca 2018), a jego rezultaty osiągnięte od sierpnia 2012 do sierpnia 2014 zostały anulowane.

## Osiągnięcia
- srebrny medal Mistrzostw Świata Juniorów Młodszych w Lekkoatletyce (Sherbrooke 2003)
- złoto Mistrzostw Świata Juniorów (Grosseto 2004)
- złoty medal Mistrzostw Europy juniorów (Kowno 2005)
- brąz Uniwersjady (Bangkok 2007)
- 5. miejsce na Igrzyskach olimpijskich (Pekin 2008)
- 6. miejsce podczas halowych mistrzostw świata (Doha 2010)
- 4. miejsce na Igrzyskach olimpijskich (Londyn 2012)
- wielokrotny mistrz Rosji

## Rekordy życiowe
- Skok o tyczce (stadion) – 5,75 (2008)
- Skok o tyczce (hala) – 5,90 (2011)